# Making the Video
Making the Video ist eine MTV-Serie, in der in jeweils ca. 30-minütigen Episoden über die Entstehung eines jeweiligen Musikvideos berichtet wird. Das Video wird dabei jeweils komplett gezeigt. Die Serie hatte seine Premiere am 11. Juli 1999 auf MTV und befindet sich seit 2009 in einer Pause. 